# Rob Touber
Robert Jacobus Noordervliet (Amsterdam, 6 oktober 1936 – Hilversum, 18 april 1975) was een Nederlands televisieregisseur, zanger en platenproducer die als artiestennaam de naam van zijn moeder aannam (Touber).
Rob Touber begon zijn carrière als zanger, maar verwierf zijn naamsbekendheid als vooruitstrevend televisieregisseur van groots opgezette televisie-shows en als platenproducer. Hij was werkzaam van 1965 tot zijn voortijdige overlijden in 1975. Touber werkte met de absolute top van het toenmalige amusement: Adèle Bloemendaal, Jenny Arean, Gerard Cox, Boudewijn de Groot, Wim Sonneveld, Leen Jongewaard, Willem Nijholt, Frans Vrolijk en Hetty Blok. 
Hij liet hen muzikaal begeleiden door orkesten onder leiding van Ruud Bos, Rogier van Otterloo, Herman Schoonderwalt en Bert Paige. De teksten werden geleverd door tekstschrijvers als Michel van der Plas, Drs. P, Guus Vleugel, Jaap van de Merwe, Ernst van Altena en Lennaert Nijgh. Touber werkte tevens samen met schrijver Gerard Reve, met wie hij de opzienbarende televisieshow "De Grote Gerard Reve Show" en een onvoltooide radioserie (met als werktitel "Circus Reve") maakte.
Zijn televisieshows hadden een geheel eigen signatuur door het repertoire dat Rob Touber zorgvuldig bij elkaar zocht. Hij putte uit in vergetelheid geraakte cabaretliedjes en liet deze opnieuw arrangeren en interpreteren, hij liet buitenlandse liedjes vertalen met een voorkeur voor het Franse chanson, standards uit The Great American Songbook en Duitstalig cabaret van voor de Tweede Wereldoorlog. En bovenal gaf hij Nederlandse tekstschrijvers de opdracht om nieuwe liederen te schrijven. Een gigantische productiegang voor zijn korte loopbaan. 
In 1972 begon Touber te werken voor de Duitse televisie. 
Touber overleed in 1975 tijdens repetities voor een Adèle Bloemendaal Show, aan een hartaanval. Hij was 38 jaar jong. Zijn vroege overlijden wordt toegeschreven aan een combinatie van pillengebruik (speed) en zeer hard werken.

## Overzicht televisieprogramma's voor de Nederlandse televisie
- 31 augustus 1965	VPRO	De vriendelijkste kerel van de wereld
- 5 oktober 1965	VPRO	Kurt Weill - Voor drie stuivers muziek
- 4 november 1965	VPRO	Wim Ibo's cabaretkroniek
- 26 november 1965	VPRO	Wim Ibo's cabaretkroniek
- 4 januari 1966	VPRO	Wim Ibo's cabaretkroniek
- 25 februari 1966	VPRO	Hee Boudewijn
- 12 maart 1966	VPRO	Hier is Lia Dorana
- 5 april 1966	VPRO	Wim Ibo's cabaretkroniek
- 27 mei 1966	VPRO	Wim Ibo's cabaretkroniek
- 11 juni 1966	VPRO	Aaah-dèle
- 10 september 1966	VPRO	Voor de overlevenden
- 25 september 1966	VPRO	Das Kommödchen
- 7 november 1966	VPRO	Seizoen '66 - '67
- 18 november 1966 VPRO Grimlachen in de goot
- 10 december 1966	VPRO	Aaah-dèle
- 25 december 1966	VPRO	Van goeden wille
- 11 maart 1967	VPRO	Jejawi's
- 28 april 1967	VPRO	Omsingeld - The Motions
- 5 juni 1967	VPRO	Aaah-dèle
- 10 juni 1967	VPRO	Charles Aznavour 1967
- 10 juni 1967	VPRO	Sandie on a string
- 25 juni 1967	VPRO	Ik Bertolt Brecht
- 9 september 1967	VPRO	Aaah-dèle
- 24 september 1967	VPRO	Bastien en Bastienne
- 16 oktober 1967	VPRO	Picknick
- 31 december 1967	NTS	Die goede, oude tijd
- 9 februari 1968	VPRO	Aaaaah-dèle
- 15 april 1968	VPRO	Jenny
- 16 mei 1968	VPRO	Tomorrow's People - Mensen van morgen
- 16 mei 1968	VPRO	Ina
- 14 oktober 1968	VPRO	Aaaaah-dèle
- 8 november 1968	VPRO	Jenny
- 14 december 1968	VPRO	Zoals de ouden zongen…
- 14 december 1968	VPRO	Transit
- 7 februari 1969	VPRO	De G van genis
- 7 februari 1969	VPRO	Transit Barbara
- 8 februari 1969	KRO	Rust noch duur
- 9 maart 1969	VPRO	Ina in kleur
- 15 maart 1969	VPRO	Willem
- 7 mei 1969	VPRO	Transit
- 15 mei 1969	VPRO	Help yourself
- 14 juni 1969	VPRO	Transit
- 8 augustus 1969	VPRO	Zoals de ouden zongen…
- 13 september 1969	VPRO	Jenny Bis
- 9 oktober 1969	VPRO	Aaah
- 9 oktober 1969	TROS	Roosje zag een knaapje staan
- 6 november 1969	VPRO	Transit
- 20 november 1969	VPRO	Gerard Cox - d'rin getrapt
- 4 december 1969	TROS	Roosje zag een knaapje staan
- 18 december 1969	VPRO	Transit Gisela May
- 12 februari 1970	VPRO	Dagboek van een oproerkraaier
- 26 februari 1970	VPRO	Aaah
- 12 maart 1970	VPRO	Dagboek van een oproerkraaier
- 26 maart 1970	VPRO	Transit Raymond Devos
- 9 april 1970	VPRO	Dagboek van een oproerkraaier
- 23 april 1970	VPRO	Transit Ralph McTell
- 7 mei 1970	VPRO	Dagboek van een oproerkraaier
- 4 juni 1970	VPRO	Gerard Cox
- 13 juni 1970 AVRO Jerry Rix with a little help
- 5 juli 1970	AVRO	José den Burger Show
- 9 juli 1970	VPRO	Aaah-dèle …. Geprolongeerd
- 14 september 1970	VARA	't Oproer kraait
- 3 oktober 1970 KRO Met Wim Sonneveld naar Japan
- 8 oktober 1970	VPRO	Carte Blanche
- 19 oktober 1970	VARA	Wie wijst Gerard Cox de weg in Hilversum?
- 26 oktober 1970	VARA	't Oproer kraait
- 27 oktober 1970	AVRO	André van Duin Show
- 16 november 1970	VARA	Wie wijst Gerard Cox de weg in Hilversum?
- 14 december 1970	VARA	Wie wijst Gerard Cox de weg in Hilversum?
- 28 december 1970	VARA	't Oproer kraait
- 31 december 1970	VPRO	Carte Blanche
- 7 januari 1971	VPRO	Cabaretiers voor Vietnam
- 26 februari 1971	KRO	Adèle et Lène
- 29 maart 1971	VARA	't Oproer kraait
- 22 april 1971	VPRO	Carte Blanche
- 10 mei 1971	VARA	Wie wijst Gerard Cox de weg in Hilversum?
- 20 mei 1971	VPRO	Carte Blanche
- 24 mei 1971	VARA	't Oproer kraait
- 4 december 1971	VARA	Een recht een averecht
- 1 januari 1972	VARA	Een recht een averecht
- 18 januari 1972	VARA	't Oproer kraait
- 29 januari 1972	VARA	Een recht een averecht
- 20 februari 1972	VARA	Gerard Cox wil bij u op schoot in zijn hansopje
- 14 maart 1972	VARA	't Oproer kraait
- 19 maart 1972	VARA	Gerard Cox wil bij u op schoot in zijn hansopje
- 16 april 1972	VARA	Gerard Cox wil bij u op schoot in zijn hansopje
- 1 mei 1972 VARA Portret van Melina Mercouri
- 23 juni 1972	VARA	Pipo de Clown - De grot van Blauwhilde
- 12 september 1972	VARA	't Oproer kraait
- 19 oktober 1972	VARA	Is getekend: Rob Touber
- 7 november 1972	VARA	Van wie is die tekst
- 17 november 1972	TROS	Ster - Greta Keller
- 21 november 1972	VARA	't Oproer kraait
- 5 december 1972	VARA	Van wie is die tekst
- 11 januari 1973	VARA	Is getekend: Rob Touber
- 31 januari 1973	VARA	Van wie is die tekst
- 27 februari 1973	VARA	Van wie is die tekst
- 28 maart 1973	VARA	Van wie is die tekst
- 24 april 1973	VARA	Van wie is die tekst
- 3 mei 1973	VARA	Is getekend: Rob Touber
- 5 september 1973 VARA Ritme van overzee
- 24 oktober 1973	TROS	Zij kwamen niet bij Lobith in ons land
- 5 april 1974	VARA	Conny in de ban der kamera's
- 17 mei 1974	NOS	De Grote Gerard Reve Show
- 26 september 1975	KRO	Vicky Leandros
- 21 december 1975	NOS	Ramifications
- Uitzenddatum onbekend	VARA	Litany in our time

## Nalatenschap
De veelal op Ampexbanden vastgelegde televisieshows van Touber werden na uitzending meestal gewist. Archivering had nog geen enkele prioriteit. Touber zelf bewaarde echter wel geluidsopnames, die sinds zijn dood over verschillende (persoonlijke) archieven verdeeld waren. Sinds 2020 zijn de archieven geïnventariseerd en gedigitaliseerd, wat honderden liedjes opleverde. Een podcast over deze zoektocht en de gevonden liedjes won in 2023 een Eervolle Vermelding voor de Zilveren Reissmicrofoon bij de uitreiking van Zilveren Nipkowschijf.

## Trivia
- Rob Touber was de zwager van schrijfster Nelleke Noordervliet.